# ポルトガルのユーロ硬貨

ユーロのシンボル

ポルトガルのユーロ硬貨（ポルトガルのユーロこうか）では、ポルトガルにおけるユーロ硬貨について記述する。
ユーロ (EUR, €) は、欧州連合に加盟しているポルトガルを含む多くの国で使われている通貨である。
ユーロ硬貨の片面はユーロ圏全域共通のデザイン、もう片面は各国の独自のデザインとなっている。各国共通の表面の詳細はユーロ硬貨を参照。2ユーロ硬貨以外の縁（へり）のデザインもまた、全域で共通である。独自デザインとされている裏面も、欧州連合を象徴する12個の星と発行年を西暦で表示することは共通である。
ポルトガルのユーロ硬貨は、初代ポルトガル国王のアフォンソ・エンリケス（在位1139年-1185年）の印章をモチーフとした3種類のデザインが採用されている。
| € 0.01       | € 0.02 | € 0.05 |
|              |        | |
| 1134年の印章 |        | |
| € 0.10       | € 0.20 | € 0.50 |
|              |        | |
| 1142年の印章 |        | |
| € 1.00       | € 2.00 | € 2 の縁（へり） |
|              |        | € 2 硬貨の側面部には、等間隔で、7つの城と5つの国章（盾の部分のみ）が刻印されている。裏面にある7つの城と5つの盾と同じもの。 |
| 1144年の印章 |        | |